# Giampietro Secchi
Pour les articles homonymes, voir Secchi.
Giampietro Secchi est un Jésuite italien, archéologue, épigraphiste, professeur au Collegio romano, né à Sabbione le 15 juillet 1798, et mort à Rome le 10 mai 1856 .

## Biographie
Né à Sabbione, une frazione de la commune de Reggio d'Émilie, dans l'actuelle Émilie-Romagne, alors dans les États pontificaux, Giampietro Secchi est le frère de l'astronome Angelo Secchi, lui aussi jésuite. Il entre dans la compagnie de Jésus en 1816 et enseigne d'abord la rhétorique, puis la philosophie et la langue grecque au Collège romain, dont il devient également le bibliothécaire.
Lors de la proclamation de la république romaine, il est arrêté à Orte le 12 avril 1849 et emprisonné à Viterbe, et n'est libéré que le 8 juillet. Il meurt à Rome en 1856.
Il a fait partie de nombreuses sociétés savantes, dont l'Académie des inscriptions et belles-lettres, l'Académie tibérine (it), l'Institut archéologique allemand, l'Accademia di San Luca, la Congregazione dei Virtuosi al Pantheon, la Société orientale de France, la Société des antiquaires de France, l'Académie royale des sciences de Prusse, etc.

## Publications
Profondément versé dans l'archéologie classique, l'herméneutique, l'histoire de l'Église et la philologie, il a laissé plus de cinquante publications, énumérées par Carlos Sommervogel dans sa Bibliothèque de la Compagnie de Jésus (Bruxelles 1896, t. VII, coll. 1031 - 1039), parmi lesquelles :
- Campione d'antica bilibra romana in piombo conservato nel Museo Kircheriano con greca inscrizione inedita, Roma, Tipografia delle Belle arti, 1835 (lire en ligne).
- Illustrazione d'uno specchio etrusco rappresentante la Nekyia di Ulisse trovato negli scavi di Vulci l'anno 1835 scritta per lettera al ch. sig. dottore Emilio Braun, Roma, 1836 (lire en ligne).
- Inscrizioni greche trovate in Arado, oggi Ruad, isola tra la Siria e la Fenicia, Roma, Stamperia della rev. Cam. Apost., 1838 (lire en ligne).
- Epigramma greco cristiano de' primi secoli trovato non ha guari presso l'antica Agustoduno oggi Autun in Francia, Roma, Tipografia delle belle arti, 1840.
- Giove Velchanos e l'oracolo suo nell'antro Ideo l'uno e l'altro riconosciuti nella leggenda e nel tipo di alcune monete di Festo città cretese, Roma, Tip. della R.C.A., 1840 (lire en ligne).
- Memoria di archeologia cristiana per la invenzione del corpo e del culto di s. Sabiniano martire, 1841.
- Monumenti inediti d'un antico sepolcro di famiglia greca scoperto in Roma su la via Latina, Tipografia Salviucci, Roma 1843, sur une tombe fouillée par le marquis Giampietro Campana (lire en ligne).
- Il musaico antoniniano rappresentante la scuola degli atleti trasferito per ordine del regnante sommo pontefice Gregorio XVI dalle Terme di Caracalla al Palazzo Lateranense, Roma, Tipografia della Rev. Cam. Ap., 1843 (lire en ligne).
- Lezione sopra l'arcaica paleografia monumentale di Corinto e delle sue colonie, Roma, Tipografia della Minerva, 1844.